# Dicranomyia (Dicranomyia) punctulatoides
Dicranomyia (Dicranomyia) punctulatoides is een tweevleugelige uit de familie steltmuggen (Limoniidae). De soort komt voor in het Oriëntaals gebied.